# Миримський Лев Юлійович
Лев Юлійович Миримський (2 квітня 1960, Сімферополь, нині Тимчасово окупована територія України — 27 квітня 2017, Київ, Україна) — український політик, за національністю єврей, заступник голови Комітету ВРУ у закордонних справах (з грудня 2012); голова Партії «Союз».

## Життєпис
Народився 2 квітня 1960 у Сімферополі (Українська РСР, нині Тимчасово окупована територія України) в родині службовців. Дружина — Вікторія Олександрівна (1971); дочка Тетяна (1990); син Роман (1997).

## Освіта
1975–1979 — Сімферопольський технікум залізничного транспорту, технік-шляховик;
1995 — Сімферопольська філія Московського університету менеджменту та комерції, економіст;
2001 — Українська академія державного управління при Президентові України, магістр державного управління.

## Кар'єра
Народний депутат України 7-го скликання з грудня 2012, виборчий округ № 2, Автономна Республіка Крим, від Партії «Союз». За 36.45 %, 19 суперників. На час виборів: голова Партії «Союз», член Партії «Союз».
Народний депутат України 4-го скликання 04.2002-04.2006, виборчий округ № 2, Автономна Республіка Крим, самовисування. За 32.76 %, 10 суперників. На час виборів: народний депутат України, безпартійний. Член фракції «Єдина Україна» (05.-06.2002), уповноважений представник групи «Народовладдя» (06.2002-05.2004), член групи «Народний вибір» (11.-21.05.2004), уповноважений представник групи «Союз» (05.2004-05.2005). Член Комітету з питань боротьби з організованою злочинністю і корупцією (з 06.2002).
Народний депутат України 3-го скликання 03.1998-04.2002, виборчій округ № 2, Автономна Республіка Крим. На час виборів: народний депутат України, член партії «Союз». Член групи «Незалежні» (07.1998-04.1999), член групи «Трудова Україна» (з 04.1999). Голова підкомітету з питань експертизи та вдосконалення законодавчого забезпечення правоохоронної діяльності в економічній сфері Комітету з питань законодавчого забезпечення правоохоронної діяльності та боротьби з організованою злочинністю і корупцією (07.1998-02.2000), член Комітету з питань боротьби з організованою злочинністю і корупцією (з 02.2000).
Народний депутат України 2-го скликання з 11.1994 (1-й тур) до 04.1998, Київський виборчій округ № 25, Автономна Республіка Крим, висунутий виборцями. На час виборів: президент корпорації «Імперія». Член групи «Незалежні». Член Комітету з питань законності і правопорядку.
- 1979—1981 — служба в армії.
- 1981—1983 — технік-будівельник Сімферопольського міськпобуткомбінату.
- 1983—1984 — технік-будівельник Київського райпродторгу міста Сімферополя.
- 1984—1987 — технік-будівельник Сімферопольського міськпобуткомбінату.
- 1987—1989 — директор кооперативу «Прогрес» міста Сімферополь.
- 1989—1993 — директор СП «Леко», місто Сімферополь.
- 08.1993-10.1995 — президент корпорації «Імперія», міста Сімферополь.

Депутат ВР АР Крим (09.2002-2003), депутат від Партії «Союз» (з 04.2006), голова фракції «Союз». Голова Кримської республіканської організації партії «Союз» (з 04.2005), в.о. голови партії «Союз» (з 11.2005).
Помер у Києві 27 квітня 2017 року в результаті серцевого нападу.
Похований 28 квітня на Байковому цвинтарі в Києві (ділянка № 33).

## Нагороди
- Почесна грамота Кабінету Міністрів України (12.2003).
- Заслужений економіст України (12.2003). Орден Петра Великого.
- Орден Преподобного Агапія Печерського III ступеня.

## Творча діяльність
Автор книг: «Курс ділової етики», «Економіка та духовні цінності релігії». Автор понад 40 законопроєктів, зокрема «Про мови», «Про відновлення капітальної вартості української економіки і добробуту українського народу».

## Оцінки діяльності
Один із 148 депутатів Верховної Ради України, які підписали звернення до Сейму Республіки Польща з проханням визнати геноцидом поляків дії Української повстанської армії в 1942-1944. Цей крок перший Президент України Леонід Кравчук кваліфікував як національну зраду.